# إي بان
إي بان (بالفيتنامية: Y Ban)‏ (1961، محافظة نام دنه في فيتنام)؛ صحفية وروائية فيتنامية.